# Strike Commander
Bei Strike Commander handelt es sich um ein actionreiches Flugsimulations-Computerspiel für den PC und weitere Plattformen, das 1993 von der Firma Origin entwickelt und veröffentlicht wurde.

## Handlung

### Handlungsverlauf
Die Handlung ist im (zum Erscheinungszeitpunk zukünftigen) Jahr 2011 angesiedelt. Zu dieser Zeit existiert in dieser fiktiven Zeitlinie die alte Weltordnung nicht mehr, sowohl die GUS als auch die USA sind durch mehrere Sezessionskriege zerfallen. Die OPEC-Staaten gewannen aufgrund der Ölknappheit immer mehr Einfluss auf dem Weltmarkt. Da es durch die gesellschaftlichen Veränderungen in vielen Staaten zur Auflösung der regulären Militärstreitkräfte kam, haben sich viele ehemalige Militärs zu Söldnergruppen zusammengeschlossen. Die Türkei, insbesondere Istanbul, ist zu einem zentralen Anlaufpunkt im internationalen Söldnergewerbe geworden.
Der Spieler übernimmt die Rolle eines Söldners des Flieger-Geschwaders „Wildcats“. Anführer der Wildcats ist James „Hawk“ Stern. Zunächst begleitet man Stern bei der Beschaffung von Aufträgen in einem Lokal in Istanbul namens „Selims“.
Dort lernt man auch andere Charaktere außerhalb der Wildcats kennen, wie z. B. den Anführer der „Jackals“, ebenfalls ein Flieger-Geschwader. Nachdem bei einer Mission in Südamerika Stern ums Leben kommt, übernimmt der Spieler die Rolle des Geschwader-Kommodore.

### Handbuch
Das Handbuch zu Strike Commander beschränkt sich nicht auf die Beschreibung des Spiels, sondern enthält auch die vorgebliche Juli-Ausgabe des fiktiven Söldner-Magazins „Sudden Death“ aus dem Jahr 2011, das durch seine (zum Teil sehr amüsanten und zynischen) Berichte und die übertriebene Werbung für diverse Waffensysteme ein facettenreiches Bild dieses Was-wäre-wenn-Zukunftszenarios gibt. So sind Biographien der einzelnen Wildcat-Charaktere und eine Live-Story, in der ein Reporter die Wildcats bei einer Mission begleitet, enthalten.
Weiterhin gibt es ein Interview mit „Gule Gule“, dem Vollstrecker. Dieses hat nur mittelbar etwas mit der gesamten Story zu tun, zeichnet aber deutlich ein Bild des Lebens in dieser Zeit. Schließlich gibt es noch einen chronologischen Ablauf der wichtigsten Ereignisse zwischen 1992 und 2011 (insbesondere die Ölkriege stehen hier im Vordergrund).

### Flugzeuge
Im Spiel kommt bei den Wildcats nur die F-16 Fighting Falcon zum Einsatz, in späteren Missionen zusätzlich noch die F-22 Raptor. Allerdings steht vor jedem Einsatz bereits fest, welches Flugzeug benutzt wird. Weiterhin nutzen die Wildcats zum Transport der Ausrüstung eine C-130 Hercules, diese ist allerdings nur in den Zwischensequenzen zu sehen.

## Spielprinzip
Das gesamte Spiel ist wie ein interaktiver Film aufgebaut. Es gibt eine Rahmenhandlung, in die sämtliche Missionen eingebettet sind.
Während des Fluges kommt die eigens für Strike Commander entwickelte RealSpace-Engine zum Einsatz. Diese Engine erlaubte erstmals die Darstellung realistisch wirkender Umgebungen mittels Gouraud-Shading und Texture-Mapping.
Allerdings stellten diese Features für die damalige Zeit recht hohe Hardwareanforderungen.
Interessant war vor allem, dass der Spieler als Teil der Handlung voll integriert wurde. Man musste sowohl die Missionen aussuchen (was i. d. R. einer kleinen Kampagne gleichkam), den Wingman und die Bewaffnung für jeden Einsatz bestimmen. Hier kam noch ein weiterer Fakt hinzu: Es gab nur so viel Munition wie man auch wirklich eingekauft hatte. Jede vergeudete Rakete, jedes abgestürzte Flugzeug bedeutete Verlust von Kapital. Die Einbindung dieser vereinfachten Wirtschaftssimulation war ein weiterer Aspekt, der vielfach auf positive Kritik stieß und bei allzu schlechter Performance des Spielers die erfolgreiche Absolvierung von Folgemission faktisch unmöglich machte.
Zeitgleich mit dem Hauptprogramm wurde das „Speech Pack“ als Erweiterung veröffentlicht. Dieses erweiterte einige wichtige Zwischensequenzen um digitale Sprachausgabe (sofern eine entsprechende Soundkarte verfügbar war). Gegen Ende des Jahres 1993 erschienen die Missiondisk „Tactical Operations“ sowie eine CD-ROM-Version, die neben der Missiondisk auch komplette digitale Sprachausgabe und ein zusätzliches Intro enthielt.

## Geschichte
Strike Commander wurde von Chris Roberts bei Origin Systems entwickelt. Die Entwicklungszeit betrug mehr als vier Jahre und verspätete sich um 2 Jahre zum ursprünglichen Veröffentlichungstermin. Viel des entwickelten Materials konnte in der endgültigen Variante des Spiels nicht verwendet werden, jedoch fand es teilweise Verwendung in nachfolgenden Projekten wie Wing Commander oder Privateer. Chris Roberts verglich im Spielhandbuch die Erfahrung der langen Entwicklungszeit des Spiels mit der 1991er Dokumentation Hearts of Darkness – Reise ins Herz der Finsternis, einem Film über die Entwicklungsgeschichte des 1979er Filmklassiker Apocalypse Now.
Strike Commander wurde 1993 mit ca. zweijähriger Verspätung veröffentlicht, später wurde ein separates Speech Pack (auf einer Floppy Disk) vermarktet welches einige der Text-Dialoge durch gesprochene Texte ersetzte. Ein Expansionspack, genannt Strike Commander: Tactical Operations, schloss an die ursprüngliche Geschichte an und führte diese weiter mit zusätzlichen Missionen und neuen Flugzeugen.
Eine spätere CD-ROM Edition von Strike Commander beinhaltete das Grundspiel, die Expansion und zusätzliche Audioinhalte (mit mehr Inhalt als im ursprünglichen Speech Pack).
Im März 2013 wurde Strike Commander in der Digitalen Distribution über gog.com wiederveröffentlicht.
Da der ursprüngliche Quelltext von Strike Commander bei der Übernahme von Origin durch EA wahrscheinlich verloren gegangen war (Abandonware), wurde 2013 ein Reverse Engineering Projekt, mit einer rekonstruierten Variante des Quelltextes, von Fabien Sanglard auf Github verfügbar gemacht.

## Rezensionen
- PC Games: 96 % Spielspaß (07/1993)
- PC Player: 88 % Spielspaß (06/1993)[4][5]

Insgesamt erzielte Strike Commander Höchstwertungen der Fachpresse und behielt diese aufgrund der packenden Story und des Gameplays über mehrere Jahre.